# Metopius quadrifasciatus
Metopius quadrifasciatus là một loài tò vò trong họ Ichneumonidae.